# Hänsel und Gretel
Hänsel und Gretel (en alemany, Hänsel i Gretel) és una òpera en tres actes d'Engelbert Humperdinck, amb llibret d'Adelheid Wette (la seva germana), basat en el conte Hänsel i Gretel dels Germans Grimm. S'estrenà a l'Òpera de Weimar el 23 de desembre de 1893 sota la direcció de Richard Strauss. A Catalunya es va estrenar al Liceu de Barcelona el 27 de gener de 1901. El llibret en català va ser traduït per Joan Maragall i Antoni Ribera.
Hänsel i Gretel se sol associar amb el Nadal des de les primeres presentacions, i és habitualment programada en aquestes dates. En essència, és una òpera wagneriana per a nens, de fet el compositor tenia una estreta relació amb Richard Wagner del qual era assistent al Festival de Bayreuth. És admirada per la seva recopilació de temes folklòrics i infantils, especialment la pregària del segon acte.
És una òpera adreçada als infants, però sovint s'inclou dins el repertori d'adults, atesa la seva qualitat musical.

## Composició
Fou composta entre 1891 i 1893, seguint els desigs de la seva germana Adelheid, autora de la versió dramàtica de la rondalla. Ja anteriorment li havia demanat escriure música per a cançons que ella havia escrit per als seus fills per Nadal. Humperdinck recull en aquesta obra material musical de cançons i cantilenes populars de Westfàlia i motius folklòrics amb aportacions pròpies. La influència wagneriana de l'orquestració de Hänsel i Gretel és molt present en la música de Humperdrinck, però amb la voluntat expressa de defugir dels elitismes recreats pel wagnerisme i d'aquesta manera fer més accessible la seva obra al gran públic alemany.
Després de diversos canvis, els esborranys i les cançons es van convertir un singspiel i finalment, en una òpera completa, que va ser molt elogiada per Richard Strauss el qual es va oferir a dirigir la primera representació escènica.

## Representacions
L'òpera infantil Hänsel i Gretel, que va servir d'entreteniment als seus fills, fou representada per primera vegada en un teatre particular de Frankfurt. Richard Strauss va dirigir l'estrena oficial i pública a Weimar després d'escriure a Humperdinck elogiant el seu treball, qualificant-lo d'obra mestra i admirant-ne "la riquesa melòdica, la finor, l'abundància polifònica de l'orquestració [...]". Tot plegat ho qualificava de "nou, original, veritablement alemany".
Amb Hänsel i Gretel s'inicia la moda de la faules musicals o Märschenspiel, molt viva a l'Alemanya postwagneriana. Aleshores va obtenir un gran èxit i es va representar sovint a diversos teatres del món. Avui dia és una òpera programada assíduament als grans festivals internacionals, però sobretot a Alemanya i Àustria.

## Moments més cèlebres
En l'òpera de Humperdinck, pensada per a infants, no hi poden faltar melodies populars d'Alemanya que es combinen amb aportacions musicals personals de l'autor. Tres d'aquestes melodies populars han estat adaptades al català.
- Act1 I, escena 1
  - Suse liebe Suse, adaptada al català com Què és aquest soroll?, Hänsel i Gretel canten mentre exposen la gana que senten.
  - Brüderchen, kommtanzmitmir, adaptada al català com Germanet ballem tots dos, Hänsel i Gretel es posen a ballar per oblidar les penes.
- Acte I, escena 3
  - Ral la la la, ral la la la, el pare canta satisfet en entrar a casa després d'un dia de feina.
- Acte II, escena 1
  - Ein Männlein steht im Walde, adaptada al català com Les endevinalles, mentre cullen maduixes al bosc, Hänsel i Gretel canten.
  - Abends will ich schlafen gehen, oració cantada per Hänsel i Gretel per a dormir-se.
  - Der kleine Taumann heib ich (Marxant sóc de rosada), el marxant de la rosada desperta els infants amb una bella melodia (molt semblant a la del marxant de la sorra).
- Acte II, escena 2
  - Der kleine Sandmann bin ich (Sóc el marxant de sorra), el marxant de sorra canta una melodia per a dormir els infants.